# Saint-Séverin
Saint-Séverin település Franciaországban, Charente megyében. Lakosainak száma 793 fő (2022. január 1.). Saint-Séverin Montignac-le-Coq, Nabinaud, Palluaud, Pillac, Allemans, Bourg-du-Bost, Bouteilles-Saint-Sébastien, Petit-Bersac és Saint-Paul-Lizonne községekkel határos.

## Népesség
A település népessége az elmúlt években az alábbi módon változott:
| Lakosok száma | 824  | 741  | 777  | 774  | 745  | 733  | 774  | 796  | 803  | 793  |
|               | 1968 | 1982 | 1990 | 2006 | 2013 | 2015 | 2017 | 2019 | 2020 | 2022 |